# کوجی ناکانیشی
کوجی ناکانیشی (中西 香爾 Nakanishi Kōji, May 11, 1925 – ۲۸ مارس ۲۰۱۹) شیمیدان ژاپنی بود که در شیمی بیولوژیک و محصولات طبیعی تحصیل می‌کرد. وی به عنوان استاد صدمین سالگرد شیمی و رئیس گروه شیمی در دانشگاه کلمبیا خدمت کرد.

## اوایل زندگی
وی در ۱۱ مه ۱۹۲۵ در هنگ کنگ متولد شد. وی لیسانس خود را در رشته شیمی از دانشگاه ناگویا در سال ۱۹۴۷ از پروفسور فوجیو اگامی دریافت کرد. پس از دو سال کار بعد از تحصیلات تکمیلی با پروفسور لوئیس فیشر در دانشگاه هاروارد، وی به دانشگاه ناگویا بازگشت و در آنجا دکترای خود را در سال ۱۹۵۴ با یوشیمسا هیراتا به پایان رساند.

## حرفه
وی به عنوان استادیار ناگوایا و سپس استاد شیمی در دانشگاه آموزش توکیو (که اکنون دانشگاه تسوکوبا است) است. در سال ۱۹۶۳ به دانشگاه توهوکو در سندای نقل مکان کرد و تا سال ۱۹۶۹ هنگامی که عضو هیئت علمی دانشگاه کلمبیا شد، در آنجا ماند. در سال ۱۹۸۰ او استاد قرن صد ساله شیمی شد. وی از سال ۱۹۸۷ تا ۱۹۹۰ رئیس گروه شیمی بود.
وی عضو مؤسس و یکی از شش مدیر تحقیق در مرکز بین‌المللی فیزیولوژی حشرات و بوم‌شناسی در کنیا، اولین مدیر مؤسسه غیرانتفاعی Suntory برای تحقیقات بیو ارگانیک (Sunbor)، اوساکا بود. در آوریل ۲۰۰۱ از وی خواسته شد که واحد شیمی را در زیست‌کره ۲، آریزونا، که توسط دانشگاه کلمبیا اداره می‌شود، تأسیس کند.
تحقیقات وی شامل جداسازی، مطالعات ساختاری و زیست شناختی ترکیبات فعال زیستی، پروتئین‌های شبکیه، تعامل بین لیگاندها و گیرنده‌های عصبی، توسعه روش‌های مختلف طیف‌سنجی، به ویژه طیف‌سنجی حلقوی دایره ای است. وی تاکنون حدود ۷۵۰ مقاله منتشر کرده‌است، و نگارش، همکاری، یا ویرایش نه کتاب در مورد طیف‌سنجی و محصولات طبیعی انجام داده‌است.
کوجی ناکانیشی ساختار بیش از ۲۰۰ محصول طبیعی حیوانی و گیاهی از نظر زیست شناختی را تعیین کرد که بسیاری از آنها درون زا و / یا اولین عضو یک کلاس جدید هستند. این خدمات عبارتند از جینکولیدهای از باستان بیلوبا درخت، اول حشرات پوست اندازی هورمون از گیاهان، پایگاه‌های جدید اسید نوکلئیک، حشرات antifeedants، آنتی‌بیوتیک، اول میوز ایجاد ماده از ستاره دریایی، مهار کننده‌های پوست اندازی سخت پوستان، مواد دافع کوسه از ماهی، نیام دار رنگدانه خون، brevetoxins از قرمز چرخان‌تاژک‌داران جزر و مد، فلانتوتوکسین (گلوتامات و آنتاگونیست گیرنده استیل کولین نیکوتین نیکلین) از یک زنبور، و رنگدانه چشم انسان درگیر در دژنراسیون ماکولا است. 
مطالعات او با آنالوگهای شبکیه و پروتئینهای شبکیه، در درک مبنای ساختاری و مکانیکی دید حیوانات و فتوتاکس، سهم اصلی داشته‌است. در سال ۲۰۰۰، گروه تحقیقاتی وی موفق شد حرکات نسبی شبکیه و گیرنده اپسین را در طی فرایند انتقال بصری روشن کند. این اولین مطالعه چنین بود که با گیرنده‌های همراه پروتئین G (GPCR) انجام شد و در روشن کردن نحوه عملکرد بسیاری از GPCRهای دیگر نقش داشت. همچنین ساختار و بیوسنتز رنگدانه فلورسنت A2E را ایجاد می‌کند که منجر به بیماری غیرقابل تحمل دژنراسیون وابسته‌به‌سن ماکولا (AMD) و درگیری آن در خزان یاخته‌ای می‌شود.
کمک طیف‌سنجی او شامل برنامه‌های کاربردی برای اولین بار از NMR اثر هسته ای اوورهاوزر Overhauser در تعیین ساختار در طول جینکولید مطالعات (۱۹۶۷)، و بخصوص توسعه از اکسایتون همراه دایره دورنگ نما روش (۱۹۶۹)، یک تکنیک خرده مقیاس میکروگرم غیر تجربی برای تعیین جنبه‌های مختلف دست‌سانی مولکولی مولکولهای آلی در محلول، یک تکنیک بسیار متنوع برای ترکیبات اعم از مولکولهای کوچک گرفته تا انواع مختلف مجتمع‌های لیگاند / گیرنده است.
از دسامبر ۲۰۰۲، تقریباً ۴۲۵ دانشجو و همراهان تحصیلات تکمیلی مدتی را در گروه خود یعنی ۹۵ نفر در ژاپن و ۳۳۰ در دانشگاه کلمبیا گذراندند. حدود ۱۴۰ نفر از همکاران سابق وی در دانشگاه‌ها دارای مقام‌های دانشگاهی هستند.

## به رسمیت شناختن
وی جوایزی از ایالات متحده، ژاپن، بلغارستان، چین، جمهوری چک، هلند، ایتالیا، عربستان سعودی، سوئد (جایزه شل، ۱۹۹۲)، سوئیس، تایوان و انگلیس در یک اتحاد بین‌المللی بی‌سابقه، جایزه ناکانیسی دریافت کرد. انجمن شیمی آمریکا (ACS) و انجمن شیمیایی ژاپن (CSJ) در سال ۱۹۹۵ تأسیس شد و در سالهای متناوب در ژاپن و ایالات متحده به رسمیت شناخته می‌شود تا دستاوردهای روشهای شیمیایی و طیف‌سنجی را برای مطالعه پدیده‌های بیولوژیکی به رسمیت بشناسد. این تنها جایزه CSJ با نام یک فرد است. در سال ۱۹۹۹، وی به عنوان یکی از بالاترین افتخارات ژاپن به نام " شخص شایستگی فرهنگی " به دلیل تحقیقات موفقیت‌آمیز خود در شیمی آلی محصولات طبیعی اهدا شد.
افتخارات بسیار وی شامل جایزه معتبر جایزه بین‌المللی ملک فیصل، جایزه Welch، جایزه آرتور سی کوپ، مدال طلای پل کارر، جایزه امپریال آکادمی ژاپن، جایزه آکادمی ملی علوم در علوم شیمیایی، تتراهدرن جوایز (۲۰۰۴) و جوایز آکادمی ژاپن، و همچنین دکترای افتخاری از کالج ویلیامز، دانشگاه جرج تاون و دانشگاه اوپسالا است.

## کتابشناسی
- یک شیمیدان محصولات طبیعی سرگردان (۱۹۹۱)

## زندگی شخصی
وقتی ناکانیشی در یک پذیرایی ظاهر شد که قرار بود جایزه ای را دریافت کند یا مقاله علمی را ارائه کند، مخاطبان معمولاً می‌توانند انتظار معالجه تعجب آور دیگری را داشته باشند، زیرا کوجی یک جادوگر مشهور و با استعداد بود.
کوجی ناکانیسی در سال ۱۹۴۵ با یاسوکو آبه ازدواج کرد (متوفای ۲۰۰۸). آنها دو فرزند دارند، Keiko و Jun، سه نوه، Aya , J. Kenji López-Alt و Pico و یک نوه بزرگ دارند.
برنده جایزه نوبل ساتوشی امورا دانشجوی ناکانیشی در دانشگاه آموزش توکیو بود.